# Ghorahi
Ghorahi, früher Tribhuwannagar [त्रिभुवननगर], ist eine Stadt (Munizipalität) im Inneren Terai von Nepal auf einer Höhe von 625 bis 1350 m.
Sie ist Verwaltungssitz des Distriktes Dang Deukhuri in der Provinz Lumbini. Die Stadt ging 1979 aus den früheren Village Development Committees Ghorahi und Sewar Bangaun hervor und war ursprünglich nach dem früheren Nepali-König Tribhuwan benannt.
Das Stadtgebiet umfasst 74,45 km².

## Einwohner
Bei der Volkszählung 2011 hatte die Stadt Ghorahi 62.928 Einwohner (davon 30.110 männlich) in 15.485 Haushalten.